# GO (NONA REEVESのアルバム)
『GO』（ゴー）はNONA REEVESの通算11枚目となるスタジオ・アルバムである。

## 概要
前作『DAYDREAM PARK』から約2年ぶりのオリジナル・アルバムとして、2009年3月4日にJAPAN RECORDより発売された。

## 収録曲
1. A-ha
作詞・作曲：西寺郷太
2. Hey, Everybody!
作詞・作曲：西寺郷太
  - 配信限定シングルとして2009年2月4日に先行配信。
3. GO feat. Romancrew
作詞：西寺郷太・ALI-KICK・エムラスタ・将絢、作曲：矢野博康
4. Yeah
作詞：西寺郷太、作曲：西寺郷太・奥田健介
5. Trance
作詞・作曲：西寺郷太
6. Still
作詞：松尾潔、作曲：西寺郷太・深沼元昭
7. N.e.g.a.t.i.v.e.B.o.y
作詞：西寺郷太、作曲：奥田健介
8. Clappin'
作詞・作曲：西寺郷太
9. 1989
作詞：西寺郷太、作曲：西寺郷太・奥田健介
  - タイトルの読みは「いちきゅうはちきゅう」。
10. Do_It_Again
作詞・作曲：西寺郷太
  - 配信限定シングルとして2008年12月3日に先行配信。